# يورغن كريستنسن
يورغن كريستنسن (بالدنماركية: Jørgen Kristensen)‏ (12 ديسمبر 1946 في الدنمارك - ) هو لاعب كرة قدم دانمركي في مركزي الوسط وجناح. شارك مع منتخب الدنمارك لكرة القدم. أما مع النوادي، فقد لعب مع سبارتا روتردام وفاينورد ونادي نايستفيد ونادي هرتا برلين وKøge Boldklub ‏ وكالغاري بومرز وتلسا رافنكس وديترويت كوجرز وكنساس سيتي كومتس ‏ وشيكاغو ستينغ وويتشاتا وينغز ‏.

## وصلات خارجية
- يورغن كريستنسن على موقع قاعدة بيانات كرة القدم.إي يو (الإنجليزية)
- يورغن كريستنسن على موقع بيانات كرة القدم. دي إي (الألمانية)
- يورغن كريستنسن على موقع ناشيونال فوتبول تيمز (الإنجليزية)